# Таиз (мухафаза)
Та́из (араб. تَعِزّ‎) — мухафаза в Йемене. Административный центр — город Таиз, третий по величине в стране. Площадь составляет 12 605 км²; население по данным на 2012 год — 2 817 696 человек. Крупнейшие населённые пункты — Таиз, Эд-Димна, Эр-Рахида, Эт-Турба, Эль-Мшрах, Макбана, Эль-Амаки, Юфрус, Джанадия, Хайфан, Эль-Курайя.

## География
Расположена на юго-западе страны. На севере граничит с мухафазами Ходейда и Ибб, на северо-востоке — с мухафазой Эль-Дали, на юго-востоке — с мухафазой Лахдж. На западе омывается водами Красного моря и Баб-Эль-Мандебского пролива.
На западе мухафазы расположена прибрежная равнина Тихама — равнинное побережье Красного моря. Здесь, на побережье Красного моря, расположился важный и известный с давних времён кофейный порт Моха. Восточные районы гористые (3000 м — гора Сабир, недалеко от города Таиз). В городе Таиз расположен международный аэропорт Таиз, который соединяет провинцию с другими городами страны и близлежащими государствами. В центральной части расположено несколько пересыхающих рек (вади) и обрывов.

## Экономика
На береговой линии сельское хозяйство представлено кочевым животноводством. Дальше на восток — культивацией зерновых и технических культур, и мясо-молочным животноводством. Кофе — основная сельскохозяйственная культура региона.